# Cuauhtémoc
Cuauhtémoc (1502 - 1525), também chamado Cuauhtemotzin ou Guatimozin), foi o último Tlatoani de Tenochtitlán e o último Huey Tlatoani asteca que não foi empossado pelos espanhóis. Seu nome pode significar tanto "ataque da águia" na língua Nahuatl (cuauhtli significa águia; temoc, declinante), como pode também ser interpretado como "sol se pondo".

## Vida
Data do nascimento de Cuauhtémoc não consta em nenhum documento histórico, sua vida era praticamente desconhecida até que se tornou Tlatoani. Era o filho legítimo mais velho de  Ahuitzotl e pode muito bem ter assistido a última cerimônia de Fogo Novo que marca o início de uma nova ciclo de 52 anos no calendário asteca. Cuauhtémoc era sobrinho do imperador Moctezuma II, e sua jovem esposa, Isabel (1509–1551), era uma das filhas de Montezuma.
Como o resto da biografia posterior de Cuauhtemoc, esta é inferida a partir do conhecimento de sua idade, e dos eventos e prováveis caminho de alguém de seu posto cursou. Após estudar no Calmecac , a escola da elite, e, em seguida, prestar o serviço militar, foi nomeado cuauhtlatoani ("governante águia") de Tlatelolco, em 1515. Para ter chegado a esta posição de governo, Cuauhtemoc  deveria ser um nobre e um guerreiro que capturasse inimigos para o sacrifício.
Quando Cuauhtémoc foi eleito tlatoani em 1520, aos 18 anos de idade, Tenochtitlan já tinha sido abalada pela invasão dos espanhóis e seus aliados indígenas, a morte de Moctezuma II, e a morte de Cuitlahuac, que o sucedeu como governante e era irmão de Moctezuma (morreu de varíola pouco depois de ser eleito tlatoani). De acordo com a prática tradicional, o candidato mais capaz entre os nobres foi escolhido pelo voto do Conselho, embora seja provável que, após o massacre do Templo Maior, poucos capitães astecas restassem.
Em 13 de agosto de 1521, Cuauhtémoc foi para pedir reforços aos camponeses para a decadente Tenochtitlán, após oito dias de contínuos combates contra os espanhóis o número de aliados espanhóis aumentou com a deserção de muitas cidades anteriormente sob seu controle. De todos os Nahuas, apenas os Tlatelolcas permaneceram leais, e os Tenochcas sobreviventes procuraram refúgio em Tlatelolco, onde até mesmo as mulheres batalharam. Cuauhtémoc foi capturado enquanto, disfarçado, atravessava o Lago Texcoco. Rendeu-se a Hernán Cortés, oferecendo-lhe sua faca e pedindo para ser morto.
Para Cortés não era interessante nesse momento a morte de Cuauhtémoc. Preferia usar a autoridade de um tlatoani, para submeter os nativos aos desígnios do imperador Carlos V e aos seus próprios. E fez isso com sucesso, garantindo que com Cuauhtémoc teria a cooperação dos astecas na limpeza e restauração da cidade. Nos quatro anos de administração espanhola que se seguiram, a ganancia de Cortés por ouro o levou a torturar e matar o último tlatoani asteca.

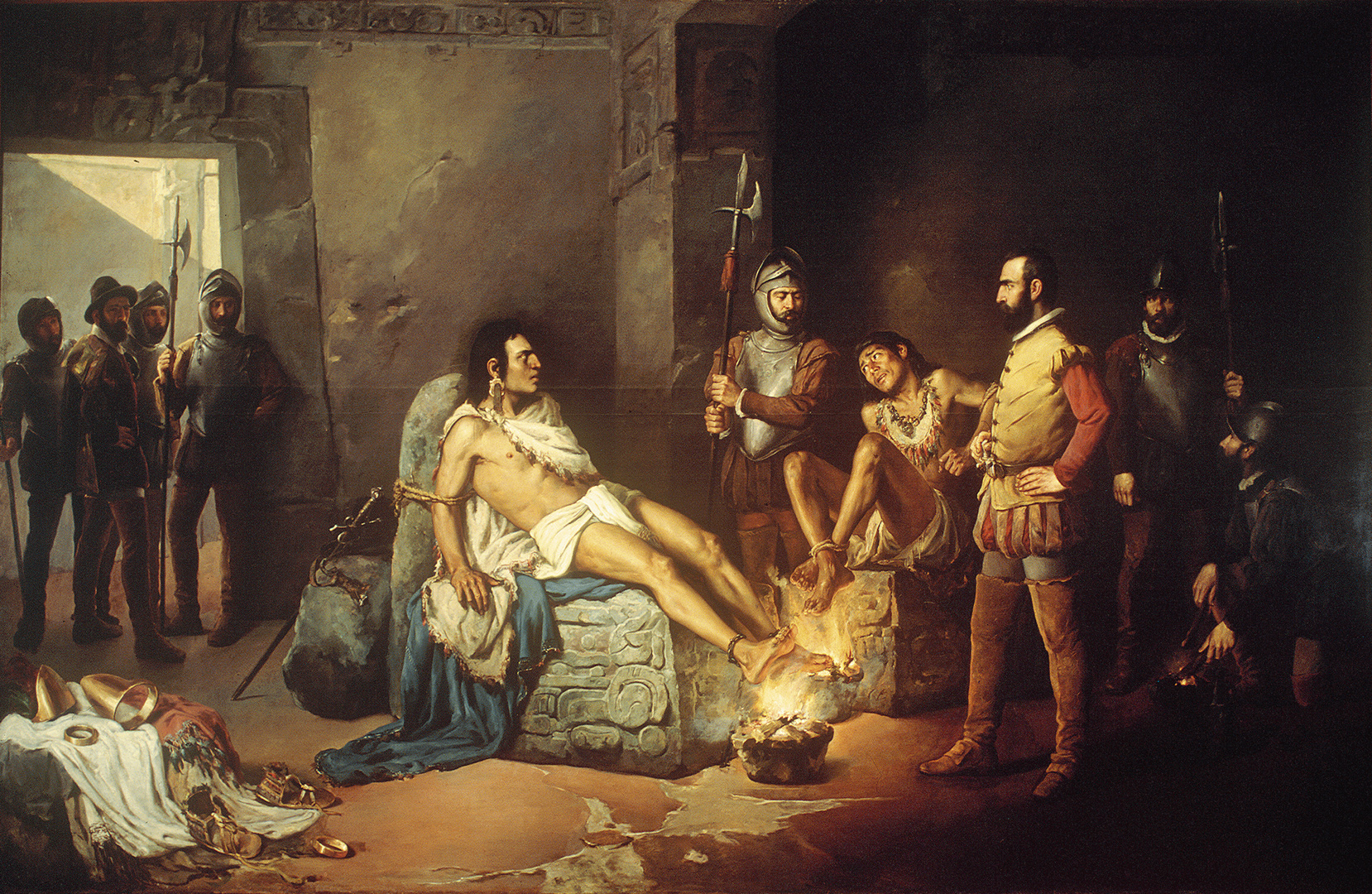
Cuauhtémoc sendo torturado por Hernán Cortés. Pintura do século XIX por Leandro Izaguirre, México.

Cuauhtémoc, assim como Tetlepanquetzal (o Tlatoani de Tacuba), foi torturado, tendo seus pés queimados no fogo. Mesmo assim, não deu qualquer informação sobre os tesouros que os espanhóis cobiçavam.
Em 1525 Cortés levou-o em sua viagem a Honduras, talvez porque temesse que Cuauhtémoc liderasse uma insurreição. Algumas crônicas indígenas registram que Cuauhtémoc tentara informar outras cidades sobre as intenções dos conquistadores, durante a viagem, embora não fosse acreditado já que estes também temiam os Astecas. O conquistador espanhol Bernal Diaz de Castilho descreveu uma versão mais elaborada da conspiração. Finalmente, Cortéz ordenou a morte de Cuauhtémoc em 26 de fevereiro de 1525.
Há uma série de discrepâncias nas diversas versões sobre o evento. Segundo o próprio Cortés, um dia antes da execução, Mexicalcingo habitante de Tenochtitlan afirmara que Cuauhtémoc, Coanacoch (tlatoani de Texcoco) e Tetlepanquetzal (tlatoani de Tlacopan) estavam tramando a sua morte. Cortés os interrogou até que confessassem, e depois enforcou Cuauhtémoc, Tetlepanquetzal, Tlacatlec. Cortés escreveu que fez isso como exemplo para quem conspirasse contra ele novamente. Essa versão de Cortés é apoiada pelo historiador Francisco López de Gómara.
Já de acordo com Bernal Díaz del Castillo, um dos homens de Cortés, que registrou suas experiências no livro A Verdadeira História da Conquista da Nova Espanha, a suposta conspiração foi revelada por dois homens, Tapia e Juan Velásquez. Díaz retrata as execuções como injustas e que não foram baseadas em nenhuma evidência. E que Cortés começou a sofrer de insônia, como peso na consciência após o cometido.
Tlacotzin, Cihuacoatl de Cuauhtémoc , foi nomeado seu sucessor como Tlatoani. Mas morreu no ano seguinte, antes de voltar para Tenochtitlan.

### Legado
Na atual cidade mexicana de Ixcateopan, no estado de Guerrero, reside um ossário que, supostamente, contém os restos mortais de Cuauhtémoc.
Muitos lugares do México têm o seu nome em memória de Cuauhtémoc. Estes incluem a Ciudad Cuauhtémoc, no estado de Chihuahua, o município de Cuauhtémoc, no Distrito Federal mexicano, e uma avenida e uma estação de metrô na Cidade do México.
É também um dos poucos nomes não-espanhóis (não-castelhanos) muito popular no México, dado a garotos mexicanos. O mais famoso é o futebolista Cuauhtémoc Blanco.
A Marinha do México dispõe também de um navio baptizado com o seu nome. A Cervecería Cuauhtémoc é uma cervejaria mexicana bem reconhecida, tanto no México como em outros países.
No Rio de Janeiro há uma praça em seu nome, com uma estátua em sua homenagem, no bairro do Flamengo.
| Precedido por Cuitláhuac | 11º Tlatoani de Tenochtitlan 1521 – 1525 | Sucedido por Juan Velázquez Tlacotzin |
| Precedido por Cuitláhuac | 8º Huey Tlatoani 1521 – 1525             | Sucedido por Juan Velázquez Tlacotzin |